# Encinas de Abajo
Encinas de Abajo è un comune spagnolo di 659 abitanti situato nella comunità autonoma di Castiglia e León.